# الدبانشة (ليساسفة)
الدبانشة هو دُوَّار يقع بجماعة أولاد فريحة، إقليم سطات، جهة الدار البيضاء سطات في المملكة المغربية. ينتمي الدوّار لمشيخة ليساسفة التي تضم 6 دواوير. يقدر عدد سكانه بـ 480 نسمة حسب الإحصاء الرسمي للسكان والسكنى لسنة 2004.

## روابط خارجية
- البوابة الوطنية للجماعات الترابية
- المندوبية السامية للتخطيط